# Austria (Schiff, 1893)
Der Raddampfer Austria wurde 1893 in der Schiffswerft Blasewitz gebaut. Das Schiff wurde mit der Baunummer 33 auf Kiel gelegt. Im Jahr 1919 erfolgte die Umbenennung in  Wittenberge.

## Geschichte

### Die Zeit bis 1919
Nach der Indienststellung als Glattdeckdampfer im Mai 1893 fuhr das Schiff bis 1919 für die Sächsisch-Böhmische Dampfschiffahrts-Gesellschaft (SBDG). Nach der Tetschen und der Leitmeritz erhielt auch die Austria bereits beim Bau eine elektrische Beleuchtung.
Im Jahr 1918 wurde das Schiff aufgrund schwieriger wirtschaftlicher Bedingungen am Ende des Ersten Weltkrieges aufgelegt und am 6. März 1919 für 75.500 Mark an die Firma Lauenburger Dampfschiffe Theodor und Hugo Basedow in Lauenburg verkauft.

### Die Zeit nach dem Verkauf

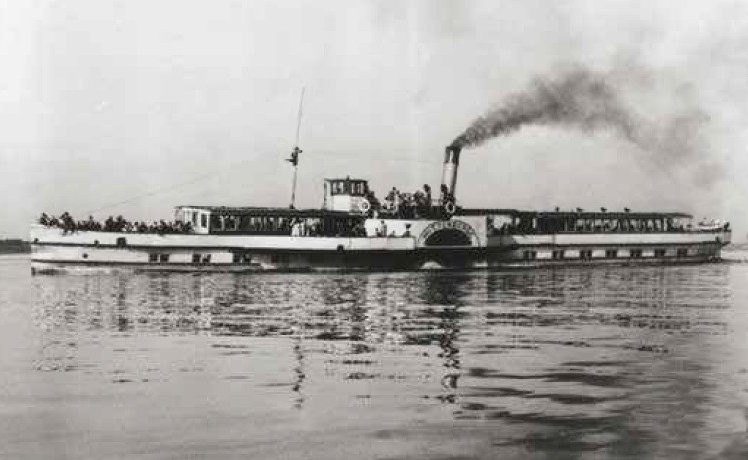
Raddampfer Wittenberge

Vor seinem Einsatz wurde das Schiff in der Lauenburger Hitzler Werft einem Umbau unterzogen. Es erhielt eine Dampfsteuermaschine und ein kleines Oberdeck. Es kam unter dem Namen Wittenberge auf den Strecken Lauenburg–Hamburg und Lauenburg–Dömnitz zum Einsatz. 1953 wurde es ausgemustert. Nach dem Ausbau von Kessel und Dampfmaschine sollte es nach Sankt Peter-Ording geschleppt und am Strand als Strandrestaurant aufgestellt werden. Da sich das als undurchführbar erwies, wurde das Schiff nach Kiel geschleppt und hier als Lagerschiff genutzt. 1969 wurde es abgewrackt.

## Die Dampfmaschine
Die Dampfmaschine war eine oszillierende Niederdruck-Zweizylinder-Zwillings-Dampfmaschine mit Einspritzkondensation. Gebaut wurde sie, wie auch der Zwei-Flammrohr-Kofferkessel, von der Sächsischen Dampfschiffs- und Maschinenbauanstalt der Oesterreichischen Nordwest Dampfschiffahrtsgesellschaft in Dresden. Die Leistung betrug 110 PSi.

## Kapitäne des Schiffes
- Franz Rosche 1893–1894
- Carl Wilhelm Pfund 1895–1896
- Friedrich Franz Kunze 1897–1902
- Friedrich August Schaffrath 1903–1906
- Karl Gustav Hering 1907–1917